# Cumbia Ninja
Cumbia Ninja è una serie televisiva colombiana creata da Andrés Gelós e Anthony López, in onda dal 2013 al 2015 su Fox Latinoamérica.
In Italia la serie veniva trasmessa in prima visione assoluta su Fox dal 6 maggio 2014.

## Trama
Il quartiere La Colina vive al riparo dalle pericolose bande criminali grazie al suo leader, Chico, che evita che la droga penetri nelle sue strade. Quando Chico viene assassinato, suo fratello Hache lo deve sostituire. L'unica preoccupazione di Hache però è fare musica. Per la sorpresa di tutti quelli che non lo credevano in grado di proteggere il quartiere, sarà proprio con la musica che Hache manterrà la pace ne La Colina accompagnato dai suoi amici. Il ragazzo è protetto dal maestro Xiang Wu, che vive nell'antica casa cinese che corona il quartiere. Sungaku, il dragone millenario che dorme nella piramide dove è stata costruita La Colina, grazie alla musica di Hache e dei suoi amici, si risveglierà dal sonno eterno.

## Episodi
| Stagione         | Episodi | Prima TV America Latina | Prima TV Italia |
| ---------------- | ------- | ----------------------- | --------------- |
| Prima stagione   | 13      | 2013                    | 2014            |
| Seconda stagione | 16      | 2014-2015               | 2015            |
| Terza stagione   | 16      | 2015                    | 2016            |

## Personaggi e interpreti
- Nicolás "Hache" Acuña (stagioni 1-3), interpretato da Ricardo Abarca, doppiato da Simone Crisari.
- Juana Carbajal / Nieves Páez (stagioni 1-3), interpretata da Brenda Asnicar, doppiata da Veronica Puccio.
- Carmenza Acuña (stagioni 1-3), interpretato da Ruddy Rodríguez, doppiato da Laura Boccanera.
- León Carbajal (stagioni 1-3), interpretato da Rubén Zamora, doppiato da Roberto Pedicini.
- Willy Vega (stagione 1), interpretato da Christian Meier, doppiato da Sergio Lucchetti.
- Ernesto "Chopín" Ramírez (stagioni 1-3), interpretato da Nicolás Rincón, doppiato da Emiliano Coltorti.
- Camilo "Tumba" Páez (stagioni 1-3), interpretato da Julio Nava, doppiato da Roberto Stocchi.
- Miguel "Bitbox" Piñán (stagioni 1-2), interpretato da Ignacio Meneses, doppiato da David Chevalier.
- Carlitos "Karate" Rueda (stagioni 1-3), interpretato da Sebastián Rendón, doppiato da Gabriele Patriarca.
- Ítalo (stagioni 1-3), interpretato da Albi de Abreu, doppiato da Pasquale Anselmo.
- Xiang Wu (stagioni 1-3), interpretato da Víctor Jiménez, doppiato da Gerolamo Alchieri.
- Félix Villalba / Sr. Balam (stagioni 2-3), interpretato da Miguel Rodarte, doppiato da Paolo Marchese.
- Jorgelina "Coqui" Moreira (stagione 3, ricorrente 1-2), interpretata da Cristina Umaña, doppiata da Laura Romano.
- Jéssica Ruiz (stagione 3, ricorrente 1-2), interpretata da Natalia Reyes, doppiata da Ughetta d'Onorascenzo.

## Colonna sonora

### Cumbia Ninja: ojos en la espalda
1. Ojos en la Espalda - 02.26 - Ricardo Abarca
2. Ceviche - 02.31 - Ricardo Abarca
3. Somos Niebla - 02.28 - Ricardo Abarca
4. Luz de Sombra - 03.09 - Ricardo Abarca
5. De Qué Lado de la Pecera Estás - 02.35 - Nicolás Rincón
6. Aire Caliente - 02:49 - Ricardo Abarca
7. Pesado Como Pluma - 02.51 - Ricardo Abarca
8. Jaulita de Oro - 04.42 - Ricardo Abarca
9. Lo Mejor de lo Peor - 03.42 - Ricardo Abarca
10. El Horóscopo Dice - 04.13 - Ricardo Abarca
11. Ni Modo - 01.06 - Ricardo Abarca
12. Pateando Culos - 01.55 - Ricardo Abarca
13. Idea Fija - 02.53 - Ricardo Abarca
14. Caníbal - 03.32 - Ricardo Abarca
15. Ojos en la Espalda - 02.25 - Ricardo Abarca e Brenda Asnicar
16. Ceviche - 01.57 - Ricardo Abarca e Brenda Asnicar
17. El Horóscopo Dice - 04.12 - Ricardo Abarca e Brenda Asnicar

### Cumbia Ninja 2: subiré al infierno
1. Subiré al Infierno - 04.18 - Ricardo Abarca e Brenda Asnicar
2. No Temas Más - 03.57 - Ricardo Abarca e Brenda Asnicar
3. Persiguiendo Fantasmas - 03.12 - Ricardo Abarca
4. Muñeca - 03.33 - Ricardo Abarca
5. Bling Bling - 02.48 - Ricardo Abarca
6. Grita el Silencio - 03.41 - Santiago Serrano
7. Jaulita de Oro - 04.24 - Ricardo Abarca e Brenda Asnicar
8. Que el Viento Me Lleve - 04.09 - Ricardo Abarca, Brenda Asnicar e Nicolás Rincón
9. Inevitable - 02.45 - Brenda Asnicar
10. La Tercera Es la Perdida - 02.43 - Nicolás Rincón e Ricardo Abarca
11. Flor Seca en Tu Cuaderno - 04.14 - Ricardo Abarca e Brenda Asnicar
12. Como Dedos en un Puño - 03.06 - Ricardo Abarca
13. Meteorito - 02.48 - Ricardo Abarca
14. Me Ahorraste la Molestia - 03.10 - Cristina Umaña
15. Subtitúlalo - 03.55 - Ricardo Abarca e Brenda Asnicar
16. El Lado Que Corta - 03.02 - Ricardo Abarca
17. Incandescente - 03.54 - Ricardo Abarca e Brenda Asnicar
18. Pata de Palo - 02.23 - Ricardo Abarca
19. Fiesta Pagana - 03.34 - Ricardo Abarca, Julio Nava e la banda Globulina
20. Subiré al Infierno - 04.17 - Ricardo Abarca, Brenda Asnicar e Ha-Ash

### Cumbia Ninja 3: fuera de foco
1. Fuera de Foco, un Poco - 03.30 - Ricardo Abarca e Brenda Asnicar
2. La Certeza Tiene Tu Nombre - 03.27 - Ricardo Abarca
3. Huella y Linaje - 04.12 - Ricardo Abarca e Brenda Asnicar
4. Las Manos en el Fuego - 03.26 - Brenda Asnicar
5. Ni una Luz en Rojo - 03.42 - Ricardo Abarca e Nicolás Rincón
6. Pasado Editado - 04.39 - Ricardo Abarca e Brenda Asnicar
7. Despojos - 03.03 - Ricardo Abarca
8. Cae el Telón - 04.20 - Ricardo Abarca e Brenda Asnicar
9. Clandestino - 03.24 - Ricardo Abarca e Brenda Asnicar
10. Verdades Que Mejor No - 03.57 - Ricardo Abarca e Brenda Asnicar
11. Ya Es Tarde - 03.31 - Ricardo Abarca
12. Obediente Como Perrito (Alza Tu Voz) - 04.14 - Ricardo Abarca
13. Ojos en la Espalda (Versión Acústica) - 03.11 - Ricardo Abarca e Brenda Asnicar
14. Que el Mundo Se Venga Abajo - 04.28 - Ricardo Abarca e Brenda Asnicar
15. Soltar - 03.13 - Ricardo Abarca
16. Efecto Mariposa - 04.02 - Ricardo Abarca e Natalia Reyes
17. Cenizas Quedan - 03.50 - Julio Nava e Nicolás Rincón
18. Las Manos en el Fuego (Acústico) - 03.59 - Brenda Asnicar